# Serranito
Un serranito es un bocadillo y una receta original típica de Andalucía, que tiene su origen en Sevilla .

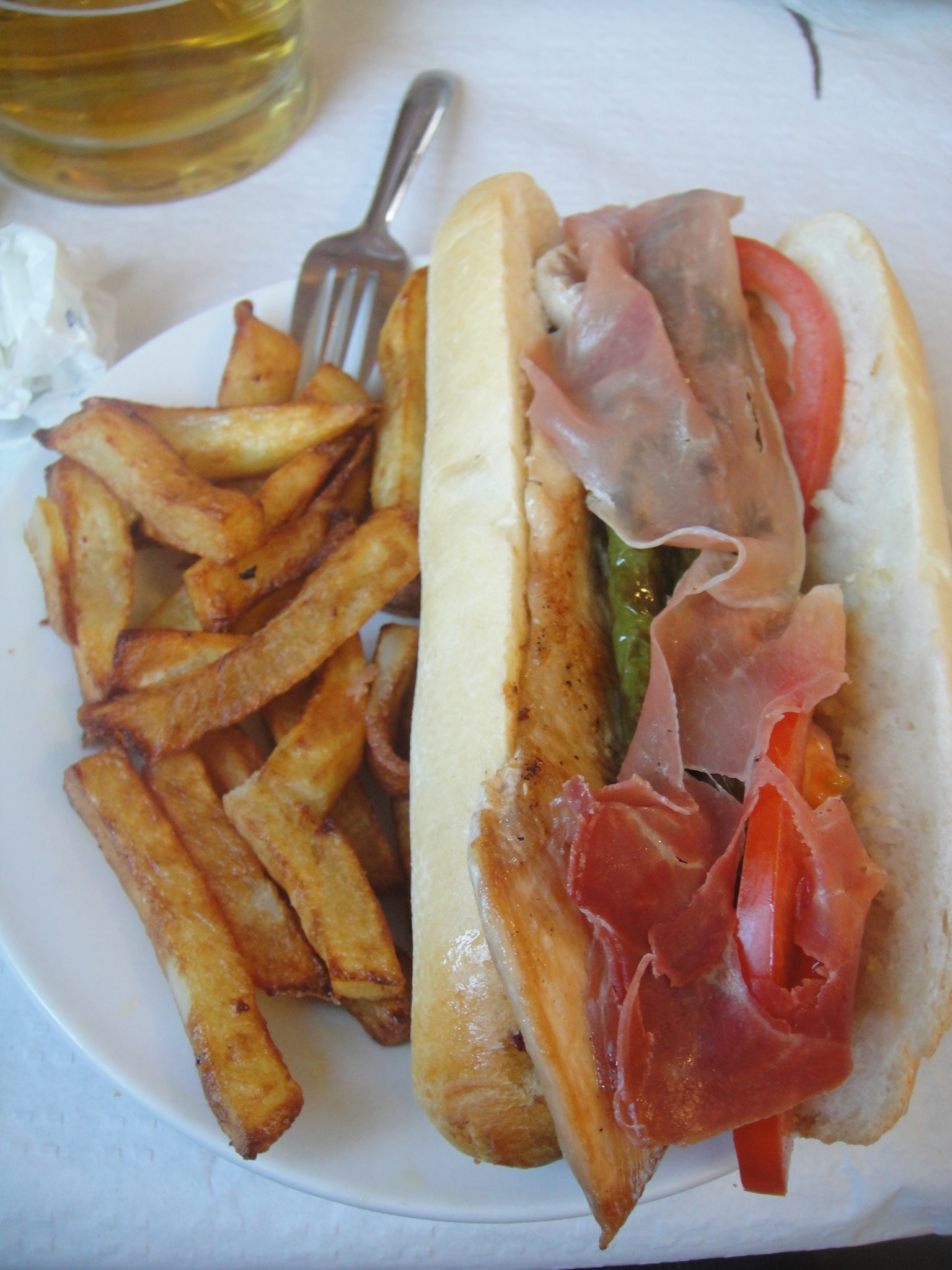
Serranito de pollo con patatas fritas en un bar de Villanueva del Ariscal, Sevilla

## Ingredientes
El serranito original se sirve en una viena andaluza o en un pan de mollete de Écija, y se prepara a base de filetes de carne de lomo de cerdo o pechuga de pollo, una o varias lonchas de jamón serrano, pimiento frito y lonchas de tomate natural. En Huelva se le suele añadir a todo lo anterior tortilla francesa, mejorando notablemente la receta. Los pimientos que se emplean son los de tipo italiano, largos y fáciles de freír. En la receta original se sirve solo pero también se puede acompañar con alguna salsa como por ejemplo la salsa mayonesa, mojo picón, o alioli. El plato suele estar acompañado de patatas fritas.

## Consumo
Empleado normalmente como plato único, el serranito goza de una especial aceptación entre el sector joven de la población debido a su bajo coste: su precio oscila entre los tres y los cinco euros. En un principio era una opción fija en los bares de tapas de Sevilla, pero con el tiempo se ha extendido por las demás provincias andaluzas y por toda España. Su sencillez y facilidad de elaboración también le han permitido estar presente en los puestos de verbenas y veladas nocturnas que se celebran en la comunidad autónoma de Andalucía y el resto del país.

## Orígenes
Como origen de este hoy plato típico, están los bares «Échate pa’ ya» en los barrios de Cerro del Águila y Juan XXIII de Sevilla en la década de 1970. A partir de esa fórmula el ex-novillero José Luis Cabeza Hernández, que durante su época en activo era conocido como José Luis del Serranito, patentó la marca comercial y el término Serranito, así como la tapa. Los dos primeros establecimientos con dicho nombre fueron abiertos al público a lo largo de la década de 1980. el primero de ellos el 30 de marzo de 1983, el segundo de ellos, en diciembre de 1987.